# メタン
メタン（独: Methan、英: methane）は、無色透明で無臭の気体（常温の場合）。天然ガスの主成分で、都市ガスに用いられている。メタンは最も単純な構造のアルカンで、1個の炭素原子に4個の水素原子が結合してできた炭化水素である。分子式は CH4。和名は沼気（しょうき）。CAS登録番号は [74-82-8]。カルバン (carbane) という組織名が提唱されたことがあるが、IUPAC命名法では非推奨である。

## 構造
メタンの分子は炭素が中心に位置する正四面体構造をしている。炭素‐水素間の全てがσ結合で結合しており、π結合が存在しないため、sp3混成軌道を取り、結合角は109ﾟである。

## 物性
メタンの常圧での融点は −183 ℃、沸点は −162 ℃であり、常温常圧では無色、無臭の気体として存在する。メタンは常圧での沸点が比較的低いうえに臨界温度も-82.4 ℃と低いため、20世紀中頃の技術ではメタンを液化したまま安定的に貯蔵・運搬することが難しかった。そのため、当時は産地から気体のままパイプラインで輸送できる場所で利用されることがせいぜいであった。なお、常温常圧では空気に対するメタンの比重は0.555であり、アルカンの中で唯一、空気の平均密度よりも小さい。
メタンそのものにはヒトに対する毒性が無いものの、高純度のメタンを吸入すれば酸素欠乏症になり得るため注意が必要である。

## 製法
メタンは天然ガスから得られるほか、一酸化炭素と水素を反応させることで工業的に大量に生産されている（「C1化学」参照）。そのため、実験室においてもガスボンベで供給されることが普通であるが、実験室的な生成法もいくつか知られている。
- 炭化アルミニウムに室温で水を反応させて加水分解する。

{\displaystyle {\ce {Al4C3 + 12H2O -> 3CH4 + 4Al(OH)3}}}
なお、この反応は不純物のため強烈な臭いを伴う。
- 酢酸塩を強塩基の存在下に強熱して脱炭酸させる。
  - 例えば酢酸ナトリウムとソーダ石灰 Ca(OH)2・NaOH を混合し強く熱して脱炭酸させる。生成した二酸化炭素は炭酸ナトリウムとして捕捉され、メタンがガスとして発生する。

{\displaystyle {\ce {CH3COONa + NaOH -> CH4 + Na2CO3}}}
- メタン菌による嫌気醗酵。
  - いわゆるバイオガスの製法。強い嫌気度を要求する。なお、自然界で発生するメタンの殆どはメタン菌により合成されている。

{\displaystyle {\ce {4H2 + HCO3^- + H^+ -> CH4 + 3H2O}}}
{\displaystyle {\ce {CH3COO^- + H2O -> CH4 + HCO3^-}}}

## 反応
メタンは、光などの刺激によって励起されたハロゲン元素と反応し、水素原子がハロゲン原子に置換される。この反応は激しい発熱反応である。例えば塩素との混合気体を常温中で直射日光に曝すだけで発火する。
また、メタン1 molを完全燃焼させると、1 molの二酸化炭素と2 molの水になる。
{\displaystyle {\ce {CH4 + 2O2 -> CO2 + 2H2O}}}
一方、メタンの不完全燃焼の場合、一酸化炭素が発生し、水も生成する。
{\displaystyle {\ce {2CH4 + 3O2 -> 2CO + 4H2O}}}

## 用途
大きな用途の1つは燃料用のガスとしてであり、都市ガスなどに使用されている。もう1つはC1化学プロセスに使用する原料としてである。また、メタンは高温の水蒸気との反応で一酸化炭素と水素の混合気（合成ガス）を生じ、この混合気そのもの、あるいは単離した一酸化炭素や水素を各種化学プロセスの原料として使用する。
{\displaystyle {\ce {CH4 + H2O -> CO + 3H2}}}
この他に、液化メタンを燃料として使う宇宙ロケットを、IHIなどが開発中である。

## 置換基

メチル基

メチレン基、メチリデン基

メチン基、メチリジン基

メタンを置換基として見た場合は、メチル基（1価）、メチレン基（2価）、メチン基（3価）と呼ばれる。
メチル基 (methyl group)
メタンから水素が1個取れたアルキル基がメチル基 (CH3−) である。項目: メチル基を参照。
メチレン基 (methylene group)
メタンから水素が2個取れたアルケン基がメチレン基 (−CH2−) である。
原子価の相手は同一原子でも（X=CH2 のような構造）、異なっていても（X−CH2−Y のような構造）良い。前者の場合には、メチリデン基 (methylidene group) とも呼ばれる。
メチン基 (methine group, methyne group)
メタンから水素が3個取れたアルキン基がメチン基 (−CH<) である。
ただし原子価の相手が同一原子である HC≡X のような構造を持つ場合には、メチリジン基 (methylidyne group) とも呼ばれる。

## C1化学
炭素数1の化合物には化学工業において原料として重要な化合物が多く存在する。これらの多くがメタンから直接誘導される。これらの工業的な合成法については「C1化学」参照。
以下に代表的なものを挙げる。
- アルコール
  - メタノール CH3OH
- アルデヒド
  - ホルムアルデヒド（酸化メチレン） HCHO
- カルボン酸
  - 蟻酸 HCOOH
- ニトリル
  - シアン化水素 HCN
- メタンのハロゲン化物
  - フルオロメタン（フロン）類
    - フルオロメタン（フッ化メチル） CH3F
    - ジフルオロメタン（フッ化メチレン） CH2F2
    - トリフルオロメタン（フルオロホルム） CHF3
    - テトラフルオロメタン（四フッ化炭素） CF4

  - クロロメタン類
    - クロロメタン（塩化メチル） CH3Cl
    - ジクロロメタン（塩化メチレン） CH2Cl2
    - トリクロロメタン（クロロホルム） CHCl3
    - テトラクロロメタン（四塩化炭素） CCl4

  - ブロモメタン類
    - ブロモメタン（臭化メチル） CH3Br
    - ジブロモメタン（臭化メチレン） CH2Br2
    - トリブロモメタン（ブロモホルム） CHBr3
    - テトラブロモメタン（四臭化炭素） CBr4

  - ヨードメタン類
    - ヨードメタン（ヨウ化メチル） CH3I
    - ジヨードメタン（ヨウ化メチレン） CH2I2
    - トリヨードメタン（ヨードホルム） CHI3
    - テトラヨードメタン（四ヨウ化炭素） CI4

  - トリハロメタン — 任意のハロゲン原子が三置換したメタン化合物の総称。前述のフルオロホルム、クロロホルム、ブロモホルム、ヨードホルムを含む。

## 天体
太陽系最大の惑星である木星は、その大量の大気に0.1%のメタンを含む。天王星や海王星もその大気に2%程度のメタンを含み、これらの星が青く見えるのはメタンの吸収による効果によると考えられている。土星の衛星であるタイタンはその大気に2%程度のメタンを含むだけでなく、地表に液体メタンの雨が降り、液体メタンの海や川もあることがわかっている。また火星の大気もメタンを痕跡量含む。
このようにメタンは宇宙ではありふれた物質であり、生物の存在しない惑星にも存在する。土星の衛星タイタンでは太陽系で唯一、大気中で活発な有機物の高分子化が発生していることがカッシーニにより確認され、メタンが生物由来でないことが強く推測される。

## 資源

1996年のアメリカ地質調査所の調査によるハイドレートの分布図
（黄色の点がガスハイドレートを示す）

油田やガス田から採掘されエネルギー源として有用な、天然ガスの主成分がメタンである。20世紀末以降の代替エネルギーとしてバイオガスやメタンハイドレートが新エネルギーとして注目されている。

### 起源
産出するガスは起源によって同位体比と C1/(C2 + C3)（C1:メタン、C2:エタン、C3:プロパン）で求められる炭化水素比、含有する微量ガス比が異なり、組成を分析することで起源を知ることが可能である。天然のメタンを構成する炭素 12C と 13C の同位体比は、98.9 : 1.1 とされ、起源有機物の同位体比、原油の熟成度、微生物分解の要因によって決定される。また微量ガスは、ヘリウムの同位体比(3He/4He)、窒素(N)・アルゴン(Ar)比など分析することで詳細に判別することが出来るとされている。

### メタンハイドレート
メタンは排他的経済水域や大陸棚といった、海底や地上の永久凍土層内にメタンハイドレートという形で多量に存在する。メタンは火山ガスでマグマからも生成されるため、メタンハイドレートは環太平洋火山帯に多く分布する。
2004年7-8月、日本の新潟県上越市沖で初めてメタンハイドレートの天然結晶の採取に成功。2008年3月、カナダ北西部のボーフォート海沿岸陸上地域にて永久凍土の地下1,100mから連続生産に成功。2013年3月12日には、日本の愛知県と三重県の沖合で海底からのメタンガスの採取に成功した。

### バイオガス
メタンは火山活動で生成される以外にもメタン産生菌の活動などにより放出されるため自然界に広く存在し、特に沼地などに多く存在する。メタンの和名の「沼気」は、これが語源である。大気中には平均 0.00022% 含有されている。このメタン産生菌を用いて生ごみなどを嫌気醗酵させてメタンを得て、資源として利用することも実用化されつつある。実際にバイオガスの供給事業も始まっており、日本のバイオガス化市場規模は最大約2300億円と推計されている。シロアリに共生する体内微生物によってもメタンが生成され、その量は、地球上で発生している全メタンの5〜15%と推定される。

### カーボンニュートラルメタン
カーボンニュートラルメタン（CNメタン、Green Methane：グリーンメタン）は、再生可能エネルギーなどを使い製造したグリーン水素と、発電所や工場、バイオガスなどから排出される二酸化炭素を原料とし、二酸化炭素と水素からメタンを合成するメタネーション（Methanation）技術を使い製造した合成メタンのこと。

## 温室効果ガス
メタンは強力な温室効果ガスでもあり、一般的にはその地球温暖化係数により、同量の二酸化炭素の28倍程度の温室効果をもたらすとされている。しかしながらこれはメタンが大気中自然環境下では徐々に分解されることによる減衰を考慮に入れた100年スケールの値である（ GWP100 ）。メタンは太陽光の存在下大気中で酸素による酸化分解を受けて最終的には二酸化炭素に変換するが、その半減期は約12年もの長さである。二酸化炭素はそれ以上分解されないため二酸化炭素による温暖化ははるかに長期化するが、分解前のメタンそのものの温暖化効果は二酸化炭素のそれよりもはるかに大きいので、数年間のスケールでは27-30よりはるかに大きく、20年スケール（ GWP20 ）でも84-87と見積もられている。このように、2020年代著しい速度で進行中の地球温暖化にそのまま影響する数年スケールでのメタンガスの影響力は、汎用されるGWP100による見積もり28よりはるかに大きく、実質的な温暖化影響力は二酸化炭素の84倍以上である。
2021年開催の第26回気候変動枠組条約締約国会議（COP26）ではメタン排出削減を目指す国際枠組みが発足し、翌2022年11月17日には第27回気候変動枠組条約締約国会議（COP27）でアメリカとEUがメタン排出の2030年までの30％削減を目指す世界協定について150カ国以上が調印したことが発表された。天然ガス・石油施設や炭鉱といった大きなメタン排出源は人工衛星からの観測で特定できるようになっている。
産業革命以来、人工的な温暖化ガスの排出量が急激に増加しており、地球温暖化が加速度的に進行していることが国際的な社会問題となっている。気象庁の温室効果ガス世界資料センターによると、地球の大気における平均メタン濃度は2020年に1889ppbで、産業革命前の2.6倍に増えた。
火山ガスであるメタンは、世界最大の火山帯である日本列島および近海から常に大量に放出され続けていることに加え、気温が上昇すれば海底や永久凍土中のメタンハイドレートが放出されることも懸念されるため、日本は積極的にメタンやメタンハイドレートを開発し、燃焼させるべきだとする意見もある。
ロシアなどでは古くから天然ガスとして盛んにガス田の開発が行われてきた。ガスはガス田から消費地に向けてパイプライン輸送されるが、施設の老朽化によりガスが大量に大気中に漏出しているものとみられている。ロシアは漏出量を2019年時点で年間400万トンとしているが、国際エネルギー機関では2020年に1400万トン近くが漏出したと推計している。2021年にはタタールスタン共和国において、1時間当たり400トンに及ぶメタンガスがパイプラインから漏出していることが人工衛星のデータにより確認されている。
国連環境計画（UNEP）が2021年5月に公表した『世界メタン評価』によれば、人類による排出で最も多いのは農畜産分野（40％）で、化石燃料分野（35％）、ゴミ・排水処理など廃棄物分野（20％）が続き、排出削減の必要性を訴えている。牛など、草食動物のげっぷにはメタンが含まれ、その糞からもメタンが発生するため、牛が増えるとメタンガスも増えて温室効果を助長するという説が広まり、大量の牛肉を使用・廃棄しているハンバーガー販売企業がバッシングされる事態も発生した。人口の10倍以上の家畜を抱える酪農国のニュージーランドでは、羊や牛のげっぷを抑制するという温暖化対策を進めようとしたが、農民の反対を受けている。畜産はメタンガスの21%（げっぷ16%・糞尿5%）を排出していると言われている。日本の農研機構は牛の胃から、牛のエネルギー源となるプロピオン酸を多く産生してメタン発生量を抑える細菌を発見し、この菌を増やす飼料やサプリメント化を研究している。家畜排せつ物から発生するメタンは大気中に放出されれば温室効果ガスであるが、一方で発生したメタンを回収し、燃料や発電として利用すればカーボンニュートラルなバイオガスエネルギー、バイオマス資源となる。
酸素が乏しい湛水状態の水田では、気温の高い日が続くと土壌の還元が進みメタン生成菌が活性化し有機物を分解することにメタンガスが発生する。この現象は「わき」と呼ばれる。これは水田米食文化の東アジアを中心とした世界的大問題であり、2020年のプロジェクト ドローダウンでも気候変動に対して世界規模で実施すべき100項目（食料生産のみならずエネルギー、建設、運輸などすべての分野を含む）の対策課題中優先度28位とされている。日本の稲作によるメタン排出量は平成20－21年の日本では二酸化炭素換算量で年間約557万トンと推定された。これは2023年までに知られた中で世界最大の天然メタンガスの漏出（13万トン）の1.5倍もの量である。557万トンを当時の国内米生産高813万トンで割ると、１万トン当たり米の生産に伴うメタンの二酸化炭素換算排出量は6851トンにもなる。
発生した土中のメタンは稲の根から吸い上げられて稲の茎を通して大気中に排出される。また、この現象は水稲の根の成長を妨げるため、「わき」を抑制するために古くから水田の水を抜き、土中に酸素を供給する中干しという作業が行われる。この中干しは慣行では茎数が有効茎数の 8～9 割に到達した時点で１週間～10日程度行われるが、その期間を1週間程度前倒しし、中干しの期間を長くすることでメタンの発生を抑えられる。実験では1週間程度延長した場合メタンの発生を30％削減できた。しかし、中干しを長くすると収穫量が3％程度減少した、一方で登熟歩合（全籾数に対する登熟した籾数の割合）は向上し、米の品質は向上した。
メタンは大気中の寿命が約12年（時定数）で排出量の63.2%は分解され、分解量を超過する分が濃度上昇に反映される。このため、排出削減をすれば大気濃度を減少に転じることができる。

## 事件・事故
メタンガスは地中に存在しており、マンホールなどに蓄積され、爆発事故を引き起こしている。
- 2022年12月には、東京都江戸川区船堀のマンホール内でメタンガスによる爆発があり、作業していた50代と30代の男性2人が死亡[41]。

- 2024年3月、大阪・関西万博の会場の西側のグリーンワールド工区でメタンガスが溜まり爆発事故が発生。翌年の2025年4月にも爆発しうる濃度のメタンガスを検知している[42]。

- 2025年、中国の四川省で、10歳くらいとみられる少年が、駐車場のマンホールに爆竹を入れ大爆発が起こり、道路や高級車を含む8台が被害を受け、一部のメディアは推定された被害額が500万元(約1億500万円)であると報じた[43]。